# Anthony Hamilton
Anthony Cornelius Hamilton (Charlotte, Carolina del Norte; 28 de enero de 1971) es un cantante, compositor y productor de R&B, soul y neo soul que llegó a la fama con su álbum Comin' From Where I'm From de 2003, donde se incluían los sencillos "Comin' from Where I'm From", "Charlene" y "I'm a Mess". Hamilton comenzó cantando con 10 años en el coro de la iglesia. En 1993 abandonó Charlotte para irse a New York, donde firmó por el sello Uptown Records de Andre Harrell. Fue descubierto por el público tras cantar los coros del tema "Po' Folks" de Nappy Roots, recibiendo una nominación al Grammy por "Mejor Colaboración de Rap" en 2003. También apareció en el sencillo "Why" de Jadakiss, y en el tema de Tupac "Thugz Mansion". Soulife fue lanzado en junio de 2005 por Rhino Records, y el álbum está compuesto por canciones grabadas durante la primera parte de la carrera de Hamilton. Ese mismo año, en diciembre, sacó a la venta Ain't Nobody Worryin por SoSoDef/Zomba Label Group. También se lo puede apreciar en la película "American Gangster" interpretando su tema "Do you feel me".
Hamilton también ha aparecido en el álbum Bring Em In del guitarrista de blues Buddy Guy, contribuyendo vocalmente en la versión del Lay Lady Lay de Bob Dylan.

## Discografía

### Álbumes
- XTC (1996)
- Comin' From Where I'm From (2003)
- Ain't Nobody Worryin' (2005)
- The Point of It All (2008)
- Back to Love (2011)
- Home for the Holidays (2014)
- What I'm Feelin' (2016)

### Singles
| Año  | Canción                                               | Posiciones en lista | Posiciones en lista | Álbum                      |
| Año  | Canción                                               | US Hot 100          | US R&B/Hip-Hop      | Álbum                      |
| ---- | ----------------------------------------------------- | ------------------- | ------------------- | -------------------------- |
| 1996 | "Nobody Else"                                         | -                   | #63                 | XTC                        |
| 2003 | "Comin' From Where I'm From"                          | -                   | #60                 | Comin' From Where I'm From |
| 2004 | "Charlene"                                            | #19                 | #3                  | Comin' From Where I'm From |
| 2005 | "Can't Let Go"                                        | #71                 | #18                 | Ain't Nobody Worryin'      |
| 2006 | "Sista Big Bones"                                     | -                   | #51                 | Ain't Nobody Worryin'      |
| 2007 | "Struggle no More" (Feat. Jaheim and Musiq Soulchild) | -                   | #32                 | -                          |